# Gensō Sasaki
Gensō Sasaki (佐々木 玄宗), né en 1947 est un rōshi rinzai japonais, successeur dans la lignée Tenryū-ji du rinzai zen Ōmori Sōgen, maître d'escrime du jikishinkage-ryū et calligraphe.
Sasaki Roshi fonde le Ryu-Un-Zendo à Tokyo en 1984 et enseigne depuis 1992 au centre culturel Asahi, également situé à Tokyo.

## Source de la traduction
- (en) Cet article est partiellement ou en totalité issu de l’article de Wikipédia en anglais intitulé « Sasaki Gensō » (voir la liste des auteurs).